# Cayratia corniculata
Cayratia corniculata là một loài thực vật hai lá mầm trong họ Nho. Loài này được (Benth.) Gagnep. miêu tả khoa học đầu tiên năm 1911.